# Janko Tipsarević
Janko Tipsarević (Sérvio: Јанко Типсаревић, Belgrado, 22 de Junho de 1984) é um ex-tenista profissional da Sérvia. Seu melhor ranking na ATP em simples foi a oitava colocação no ano de 2012.
Tipsarević é dono de quatro títulos ATP em simples, sendo que em 2011 ele venceu em Kuala Lumpur e Moscou, em 2012 foi campeão de Stuttgart e seu último título foi no ano de 2013 em Chennai. Ele também foi integrante da inédita conquista da Sérvia na Copa Davis em 2010.

## Carreira

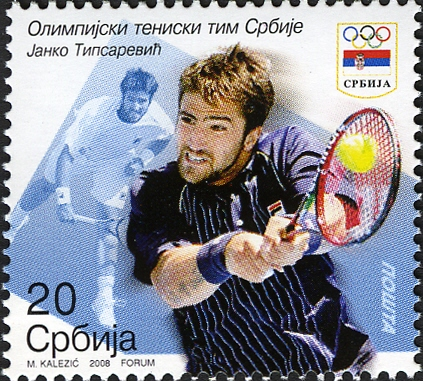
Selo sérvio de 2008 em homenagem ao atleta

Tipsarević ganhou o Open da Austrália de 2001, na categoria júnior. Já como profissional conquistou cinco títulos ATP, sendo que quatro em simples (Chennai, Stuttgart, Moscou e Kuala Lumpur) e um em duplas (Chennai).
No final de 2010, levou seu país, a Sérvia, ao título da Copa Davis junto com Novak Djokovic, Viktor Troicki e Nenad Zimonjic ao derrotar a França por 3 a 2.
Foi campeão do World Team Cup de 2009 e 2012, junto com Viktor Troicki e Nenad Zimonjic.
Sua melhor campanha nos torneios do Grand Slam foi em 2011, quando alcançou as quartas de final do US Open.
Anunciou aposentadoria em agosto de 2019, vindo a disputar o derradeiro jogo em novembro, pelas finais da Copa Davis. Ao lado de Viktor Troicki, perdeu para o franceses Pierre-Hugues Herbert e Nicolas Mahut em 21 de novembro.

## Desempenho em Torneios

### Simples: 10 (3–7)
| Legend                            |
| --------------------------------- |
| Grand Slam (0–0)                  |
| ATP World Tour Finals (0–0)       |
| ATP World Tour Masters 1000 (0–0) |
| ATP World Tour 500 Series (0–0)   |
| ATP World Tour 250 Series (3–7)   |

| Títulos por superfície |
| ---------------------- |
| Dura (2–4)             |
| Saibro (1–1)           |
| Grama (0–2)            |
| Carpete (0–0)          |

| Resultado | No. | Data                    | Torneio                      | Superfície | Oponente              | Placar                       |
| --------- | --- | ----------------------- | ---------------------------- | ---------- | --------------------- | ---------------------------- |
| Finalista | 1.  | 25 de Outubro de 2009   | Moscou, Rússia               | Dura       | Mikhail Youzhny       | 7–6(7–5), 0–6, 4–6           |
| Finalista | 2.  | 19 de Junho de 2010     | 's-Hertogenbosch, Holanda    | Grama      | Sergiy Stakhovsky     | 3–6, 0–6                     |
| Finalista | 3.  | 27 de Fevereiro de 2011 | Delray Beach, Estados Unidos | Dura       | Juan Martín del Potro | 4–6, 4–6                     |
| Finalista | 4.  | 18 de Junho de 2011     | Eastbourne, Reino Unido      | Grama      | Andreas Seppi         | 6–7(5–7), 6–3, 3–5 ret.      |
| Campeão   | 1.  | 2 de Outubro de 2011    | Kuala Lumpur, Tailândia      | Dura       | Marcos Baghdatis      | 6–4, 7–5                     |
| Campeão   | 2.  | 23 de Outubro de 2011   | Moscou, Rússia               | Dura       | Viktor Troicki        | 6–4, 6–2                     |
| Finalista | 5.  | 30 de Outubro de 2011   | São Petersburgo, Rússia      | Dura)      | Marin Čilić           | 3–6, 6–3, 2–6                |
| Finalista | 6.  | 8 de Janeiro de 2012    | Chennai, Índia               | Dura       | Milos Raonic          | 7–6(7–4), 6–7(4–7), 6–7(4–7) |
| Campeão   | 3.  | 15 de Julho de 2012     | Stuttgart, Alemanha          | Saibro     | Juan Mónaco           | 6–4, 5–7, 6–3                |
| Finalista | 7.  | 22 de Julho de 2012     | Gstaad, Suíça                | Saibro     | Thomaz Bellucci       | 7–6(8–6), 4–6, 2–6           |

### Duplas: 4 (1–3)
| Legend                            |
| --------------------------------- |
| Grand Slam (0–0)                  |
| ATP World Tour Finals (0–0)       |
| ATP World Tour Masters 1000 (0–1) |
| ATP World Tour 500 Series (0–0)   |
| ATP World Tour 250 Series (1–2)   |

| Títulos por superfície |
| ---------------------- |
| Dura (1–2)             |
| Saibro (0–1)           |
| Grama (0–0)            |
| Carpete (0–0)          |

| Resultado | No. | Data                  | Torneio        | Superfície | Parceiro       | Oponentes                          | Placar        |
| --------- | --- | --------------------- | -------------- | ---------- | -------------- | ---------------------------------- | ------------- |
| Finalista | 1.  | 10 de Janeiro de 2010 | Chennai, Índia | Dura       | Lu Yen-Hsun    | Marcel Granollers Santiago Ventura | 5–7, 2–6      |
| Finalista | 2.  | 24 de Outubro de 2010 | Moscou, Rússia | Dura       | Viktor Troicki | Igor Kunitsyn Dmitry Tursunov      | 6–7(6–8), 3–6 |
| Campeão   | 1.  | 8 de Janeiro de 2012  | Chennai, Índia | Dura       | Leander Paes   | Jonathan Erlich Andy Ram           | 6–4, 6–4      |
| Finalista | 3.  | 20 de Maio de 2012    | Roma, Itália   | Saibro     | Łukasz Kubot   | Marcel Granollers Marc López       | 3–6, 2–6      |

## Competições em equipe: 3 (3–0)
| Resultado | No. | Data                    | Evento em equipe                     | Superfície | Parceiro/Time                                | Oponentes                                                           | Placar |
| --------- | --- | ----------------------- | ------------------------------------ | ---------- | -------------------------------------------- | ------------------------------------------------------------------- | ------ |
| Campeão   | 1.  | 23 de Maio de 2009      | World Team Cup, Düsseldorf, Alemanha | Saibro     | Viktor Troicki Nenad Zimonjić                | Rainer Schüttler Philipp Kohlschreiber Nicolas Kiefer Mischa Zverev | 2–1    |
| Campeão   | 2.  | 3-5 de Dezembro de 2010 | Davis Cup, Belgrado, Sérvia          | Dura       | Novak Djokovic Viktor Troicki Nenad Zimonjić | Gaël Monfils Michaël Llodra Arnaud Clément Gilles Simon             | 3–2    |
| Campeão   | 3.  | 21 de Maio de 2012      | World Team Cup, Düsseldorf, Alemanha | Saibro     | Viktor Troicki Nenad Zimonjić Miki Janković  | Tomáš Berdych Radek Štěpánek František Čermák                       | 3–0    |